# (2085) Henan
(2085) Henan (1965 YA) – planetoida z pasa głównego asteroid okrążająca Słońce w ciągu 4,44 lat w średniej odległości 2,7 au. Odkryta 20 grudnia 1965 roku.